# TV6 (Латвия)
TV6 — латвийский развлекательный телеканал. Начал регулярное вещание 22 апреля 2007 года. Целевая аудитория канала TV6 — молодые и современные люди. TV6 предлагает своим зрителям новинки кино и самые популярные сериалы, концерты звезд мирового шоу-бизнеса и прямые спортивные трансляции. TV6 вещает 24 часа в сутки на латышском языке.
Первую годовщину вещания канал TV6 планировал отметить забегом голых людей по Старой Риге, но данное мероприятие на улицах столицы Латвии не состоялось. «Голая вечеринка» всё же прошла, но уже не на улицах города, а в одном из ночных клубов.
26 августа 2022 года, после 15 лет использования логотипа эпохи Viasat, наконец-то сменился логотип, и это стало естественным шагом по изменению визуальной идентичности канала, завершив тем самым смену всех брендов в медиагруппе «TV3 Group».